# Liouville-függvény

Az L(n) Liouville-függvény összegzési függvényen = 10^{4}-ig. A jól látható oszcilláció a Riemann-féle zéta-függvény első nem triviális gyökére utal

Az L(n) Liouville-függvény összegzési függvénye n = 10^{7}-ig. Az oszcillációk skálainvariánsak

A számelméletben a Liouville-függvény egy fontos számelméleti függvény, amit Joseph Liouville-ről neveztek el. Ha n pozitív egész, akkor  λ(n) definíciója:
{\displaystyle \lambda (n)=(-1)^{\Omega (n)},\,\!}
ahol a nagy omega függvény n prímosztóinak száma multiplicitással számolva.(A008836 sorozat az OEIS-ben).
λ teljesen multiplikatív, mivel  Ω(n) teljesen additív, vagyis  Ω(ab) = Ω(a) + Ω(b). Az egynek nincsenek prímosztói, ezért Ω(1) = 0, így λ(1) = 1. A Liouville-függvény eleget tesz a következő azonosságnak:
{\displaystyle \sum _{d|n}\lambda (d)={\begin{cases}1&{\text{ha }}n{\text{ négyzetszám,}}\\0&{\text{egyébként.}}\end{cases}}}
A  Liouville-függvény Dirichlet-inverze a Möbius-függvény abszolútértéke.

## Sorok
A Liouville-függvény Dirichlet-sora kapcsolódik a Riemann-féle zéta-függvényhez:
{\displaystyle {\frac {\zeta (2s)}{\zeta (s)}}=\sum _{n=1}^{\infty }{\frac {\lambda (n)}{n^{s}}}.}
Lambert-sora:
{\displaystyle \sum _{n=1}^{\infty }{\frac {\lambda (n)q^{n}}{1-q^{n}}}=\sum _{n=1}^{\infty }q^{n^{2}}={\frac {1}{2}}\left(\vartheta _{3}(q)-1\right),}
ahol {\displaystyle \vartheta _{3}(q)} a Jacobi-féle thetafüggvény.

## Megcáfolt sejtések

Az L(n) Liouville-függvény összegzési függvényének negatívjának grafikonja n = 2 × 10^{9}-ig. A zöld vonal mutatja azt a tartományt, ahol a Pólya-sejtés nem teljesül; a kék görbe az első Riemann-féle gyök hozzájárulását mutatja az oszcillációhoz

A Pólya-sejtés Pólya Györgytől származik 1919-ből. Legyen 
{\displaystyle L(n)=\sum _{k=1}^{n}\lambda (k).}
A sejtés azt állítja, hogy {\displaystyle L(n)\leq 0} minden n > 1. Ezt azóta megcáfolták. A legkisebb ellenpélda n = 906150257, amit Minoru Tanaka fedezett fel 1980-ban. Azóta megmutatták, hogy L(n) > 0,0618672√n végtelen sok n-re, míg L(n) < −1,3892783√n végtelen sok pozitív n-re.
A kapcsolódó összeg
{\displaystyle T(n)=\sum _{k=1}^{n}{\frac {\lambda (k)}{k}}.}
Sokáig nyitott kérdés volt, hogy T(n) ≥ 0 egy elég nagy n ≥ n0-ra. Ennek felvetését sokszor Turán Pálnak tulajdonítják, tévesen. Ezt Haselgrove cáfolta meg 1958-ban, megmutatva, hogy  T(n) végtelen sokszor negatív. Az ellenkező eredmény a Riemann-sejtést is bebizonyította, ahogy Turán Pál levezette.

## Fordítás
- Ez a szócikk részben vagy egészben  a   Liouville function című angol Wikipédia-szócikk fordításán alapul.  Az eredeti cikk szerkesztőit annak laptörténete sorolja fel. Ez a jelzés csupán a megfogalmazás eredetét és a szerzői jogokat jelzi, nem szolgál a cikkben szereplő információk forrásmegjelöléseként.